# Квартет імені Комітаса
Державний струнний квартет імені Комітаса — вірменський струнний квартет, є найстаршим з нині діючих квартетів у світі.

## Історія, репертуар
Заснований у 1924 році з ініціативи вірменських студентів Московської консерваторії Авета Габріеляна (I скрипка), Левона Оганджаняна (II скрипка), Михайла Тер'яна (альт) і Саркіса Асламазяна (віолончель), спершу мав назву «Квартет висуванців Московської консерваторії». Керівником ансамблю виступив педагог квартетного класу Євген Гудзиков. У 1932 році рішенням уряду Вірменії квартет був названий на честь класика вірменської музики композитора Комітаса. Квартет стрімко розвивався. У 1936 році на конкурсі, організованому Спілкою композиторів СРСР, отримав 1-шу премію, а двома роками по тому на Всесоюзному конкурсі струнних квартетів поділив перше місце з квартетом Большого театру. У 1930–40-ві роки колектив багато гастролював, у 1946 році отримав Державну премію СРСР, з 1953 року почав давати концерти за кордоном.
Більше півстоліття квартет беззмінно очолював скрипаль Авет Габріелян. Ці роки колектив базувався у Москві, а його музиканти були професорами Московської консерваторії. У 1970 році на місце другої скрипки був запрошений молодий лауреат міжнародних конкурсів Едуард Тадевосян, з 1976 року він очолив квартет Комітаса. З цього часу резиденцією колективу стає Єреван.
Протягом своєї безперервної творчої діяльності квартет Комітаса брав участь у численних міжнародних фестивалях, дав концерти у більш ніж 80 країнах. З квартетом грали Олександр Гольденвейзер, Еміль Гілельс, Святослав Ріхтер, Дмитро Шостакович, Віктор Мержанов, Костянтин Ігумнов, Натан Перельман та інші видатні музиканти.
Широкий репертуар квартету включає найкращі зразки європейської класики, зокрема, твори Гайдна, Моцарта, Бетховена, Шумана, Шуберта, Мендельсона, Гріга, Равеля, Дебюссі, Бородіна, Чайковського, Прокоф'єва, Шостаковича. Діяльність ансамблю послужила стимулом для розвитку вірменської квартетної музики. Ансамбль виконує твори таких вірменських композиторів Аро Степаняна, Едгара Оганесяна, Олександра Арутюняна, Едуарда Мірзояна та інших, а також обробки пісень Комітаса.

## Поточний склад
- I скрипка: Едуард Тадевосян (з 1976 року)
- II скрипка: Сюзі Єріцян (з 2008 року)
- Альт: Олександр Косемян (з 1990 року)
- Віолончель: Асмік Варданян (з 2010 року)